# Большая Богданиха
Большая Богданиха — деревня в Спировском районе Тверской области.

## География
Находится в центральной части Тверской области на расстоянии приблизительно 35 км на северо-восток по прямой от районного центра поселка Спирово.

## История
Деревня была отмечена как Богданиха ещё на карте 1825 года. В 1859 году здесь (деревня Вышневолоцкого уезда) было учтено 12 дворов. До 2021 года входила в состав Козловского сельского поселения Спировского района до его упразднения.

## Население
Численность населения: 148 человек (1859 год), 7 (карелы 71 %, русские 29 %) в 2002 году, 6 в 2010.